# Parlement modèle
Le Parlement modèle est le terme utilisé pour désigner l’assemblée parlementaire rassemblée en 1295 par le roi Édouard Ier d'Angleterre. Ce Parlement comprenait des membres du clergé et de la noblesse, tout comme des représentants des divers comtés traditionnels d'Angleterre. Sa forme fut le modèle du futur Parlement anglais, d’où son nom. Le roi avait simplement besoin de susciter l’adhésion des grands du royaume en vue d’augmenter les taxes pour ses nombreuses guerres, et le Parlement modèle ne passe jamais aucune loi.